# 豊津犀川バイパス
豊津犀川バイパス（とよつさいがわバイパス）は福岡県京都郡みやこ町にある全長6.2kmの国道496号バイパスである。

## 概要
国道496号は、みやこ町内に入ると道幅が狭く（全面1.5車線 - 1車線）なり、道路の線形も悪く、また通学路になっている部分があるにもかかわらず歩道もないため交通安全に支障が出ていた。そのため1988年（昭和63年）よりバイパス建設事業に着手、2007年末に全線開通した。バイパスの名前は市町村合併でみやこ町になる前、豊津町から犀川町へと通じる道路として計画されていたことによる。以前は起点のみやこ町大字光富が豊津町、終点のみやこ町大字犀川横瀬は犀川町に属していた。
終点の京都郡みやこ町大字犀川横瀬から先では、県営伊良原ダムの建設に伴い2018年3月、道路の付け替え工事が行われた。

### 路線データ
- 起点：福岡県京都郡みやこ町大字光富
- 終点：福岡県京都郡みやこ町大字犀川横瀬
- 全長：6.2km
- 車線数：完全2車線

## 歴史
- 1988年（昭和63年） - 事業化。
- 1997年（平成9年） - 工事区間の内行橋側3.1 kmが開通。
- 2007年（平成19年）12月14日 - 全区間開通。

## 地理

### 通過する自治体
- 京都郡みやこ町

### 交差する道路
- 福岡県道239号木井馬場犀川停車場線
- 福岡県道240号下深野犀川線
- 福岡県道243号節丸新田原停車場線
- 京築広域農道